# Flavius Vegetius Renatus

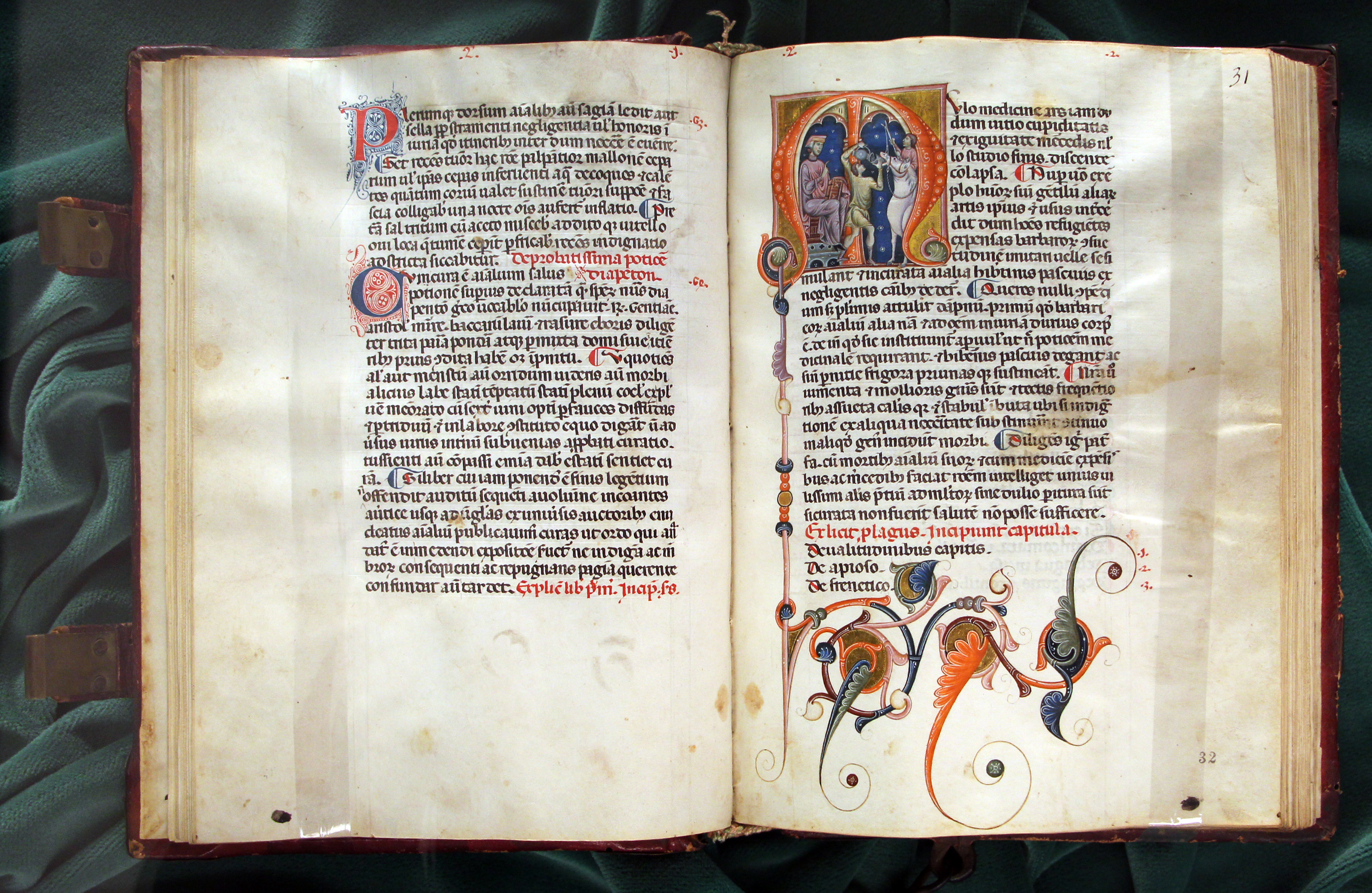
Mulomedicina (1250–1375 ca., Biblioteca Medicea Laurenziana, pluteo 45.19)

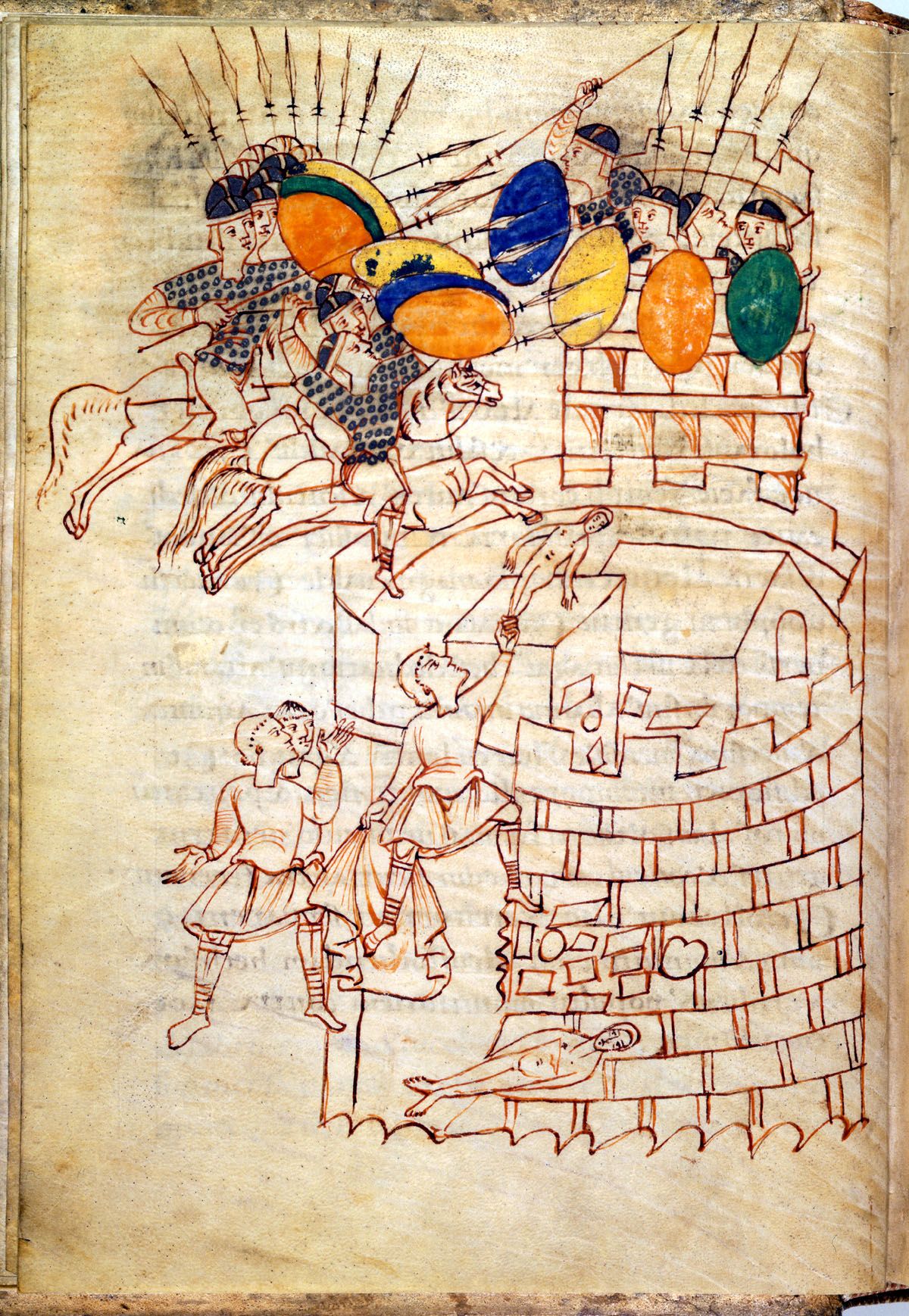
Illustrierte Handschrift der Epitoma rei militaris aus der Zeit um 1190–1200 (Universitätsbibliothek Leiden)

Deutsche Übersetzung der Epitoma rei militaris: Vier Bücher der Rytterschafft, Erfurt: Hans Knapp 1511 (Bayerische Staatsbibliothek)

Publius Flavius Vegetius Renatus (kurz Vegetius, deutsch auch veraltet Vegez) war ein Kriegstheoretiker des ausgehenden 4. Jahrhunderts und Verfasser eines Hauptwerkes der antiken Kriegskunde (Epitoma rei militaris) und eines vor allem die Pferdeheilkunde abhandelnden Lehrbuchs der Veterinärmedizin. Von seinem Leben, seinem Werdegang und seinen militärischen Erfahrungen ist wenig bekannt. In antiken Quellen wird er vir illustris und comes genannt. Demnach gehörte er der hohen römischen Reichsaristokratie an und war Angehöriger des Kaiserhofes. In der Vorrede seines Hauptwerks bezeichnet er sich als Christ.

## Epitoma rei militaris
Vegetius’ Hauptwerk, die Abhandlung Epitoma rei militaris (auch De re militari) entstand am Kaiserhof in Mediolanum (Mailand) und ist nur so allgemein gewidmet, dass als Adressaten die Kaiser Theodosius der Große (regierte 379–395), möglicherweise aber auch dessen Sohn Honorius, sowie Theodosius II. und Valentinian III. in Frage kommen. Die Datierung ist daher nicht ganz sicher.
Quellen sind nach Vegetius’ eigenen Angaben Cato, Aulus Cornelius Celsus, Frontinus, Paternus und die kaiserlichen Armeereglemente von Augustus, Trajan und Hadrian.
Das erste der fünf Bücher behandelt Rekrutierung und Ausbildung der Soldaten. Es schildert dabei anschaulich den militärischen Niedergang des spätrömischen Reiches und ist ein Plädoyer für eine grundlegende Reform der Armee seiner Zeit.
Im zweiten Buch beschreibt Vegetius detailliert Aufbau, Ausbildung und Ausrüstung der Legionen früherer Epochen (speziell der frühen Kaiserzeit).
Das dritte Buch über Strategie und Taktik enthält eine Reihe militärischer Maximen, die zur Grundlage militärischen Denkens für europäische Feldherrn von Karl dem Kahlen über Wilhelm von Oranien bis Friedrich dem Großen wurden. Erst mit Ausbruch der französischen Revolution – den unter dem Stichwort einer « nation en armes » (deutsch: „Volk in Waffen“) anders geführten Revolutionskriegen – gerät Vegetius zunehmend in Vergessenheit. Einige seiner Grundsätze mögen die Prinzipien eines Krieges mit begrenzter politischer Zielsetzung verdeutlichen:
- „Was für den Feind vorteilhaft ist, wird dir selbst zum Nachteil, und was dir hilft schadet dem Feind.“
- „Der entscheidende Punkt in der Kriegführung ist die Sicherstellung des eigenen Nachschubs und die Vernichtung des Feindes durch Hunger. Hunger ist schlimmer als das Schwert.“
- „Niemand gehört auf das Schlachtfeld, der nicht erfahren und erprobt ist.“
- „Es ist besser, dem Feind den Nachschub abzuschneiden, ihn mit Überfällen und Hinterhalten zu bekämpfen, als eine offene Feldschlacht anzunehmen, für deren Ausgang der Zufall häufig eine größere Rolle spielt als die Entschlossenheit.“
- „Wer den Frieden will, bereite den Krieg (vor).“

Solche Maximen finden sich in ähnlicher Form schon in Sunzis Kunst des Krieges und entsprechen einer Philosophie der Kriegführung, die von der Antike bis zur Zeit der Napoleonischen Kriege allgemein akzeptiert war. Seine „sieben üblichen Dispositionen zur Schlacht“, einst von europäischen Adepten des Kriegshandwerks verehrt, können durchaus auch auf modernere Verhältnisse übertragen werden.
Sein viertes Buch zur Belagerungstechnik ist wichtig, da es die beste diesbezügliche Beschreibung für die Zeit der Spätantike und des Mittelalters bis in das 10. Jh. hinein enthält. Es beschreibt zum Beispiel detailliert den Onager, eine Maschine, die vor der Entwicklung moderner Kanonen bei Belagerungen zum Einsatz kam.
Das fünfte Buch schließlich ist eine Auflistung von Personal und Materialbestand der römischen Flotte.
Vegetius beklagt primär den Niedergang des römischen Heerwesens seiner Zeit, des späten 4. Jahrhunderts. Um dies zu beleuchten, glorifiziert er die Armee der frühen Kaiserzeit. Er betont vor allem den hohen Standard der Rekruten und die Qualität ihrer Ausbildung sowie des Offizierskorps.

## Digesta Artis Mulomedicinae
Eine separate Abhandlung über die Tier-, speziell Pferdeheilkunde (Digesta Artis Mulomedicinae), in der er von den „Thüringern“ als einer für den Kriegsdienst besonders tauglichen Pferderasse schreibt, stellt zugleich die früheste Erwähnung dieses Namens dar.

## Rezeptionsgeschichte derEpitoma

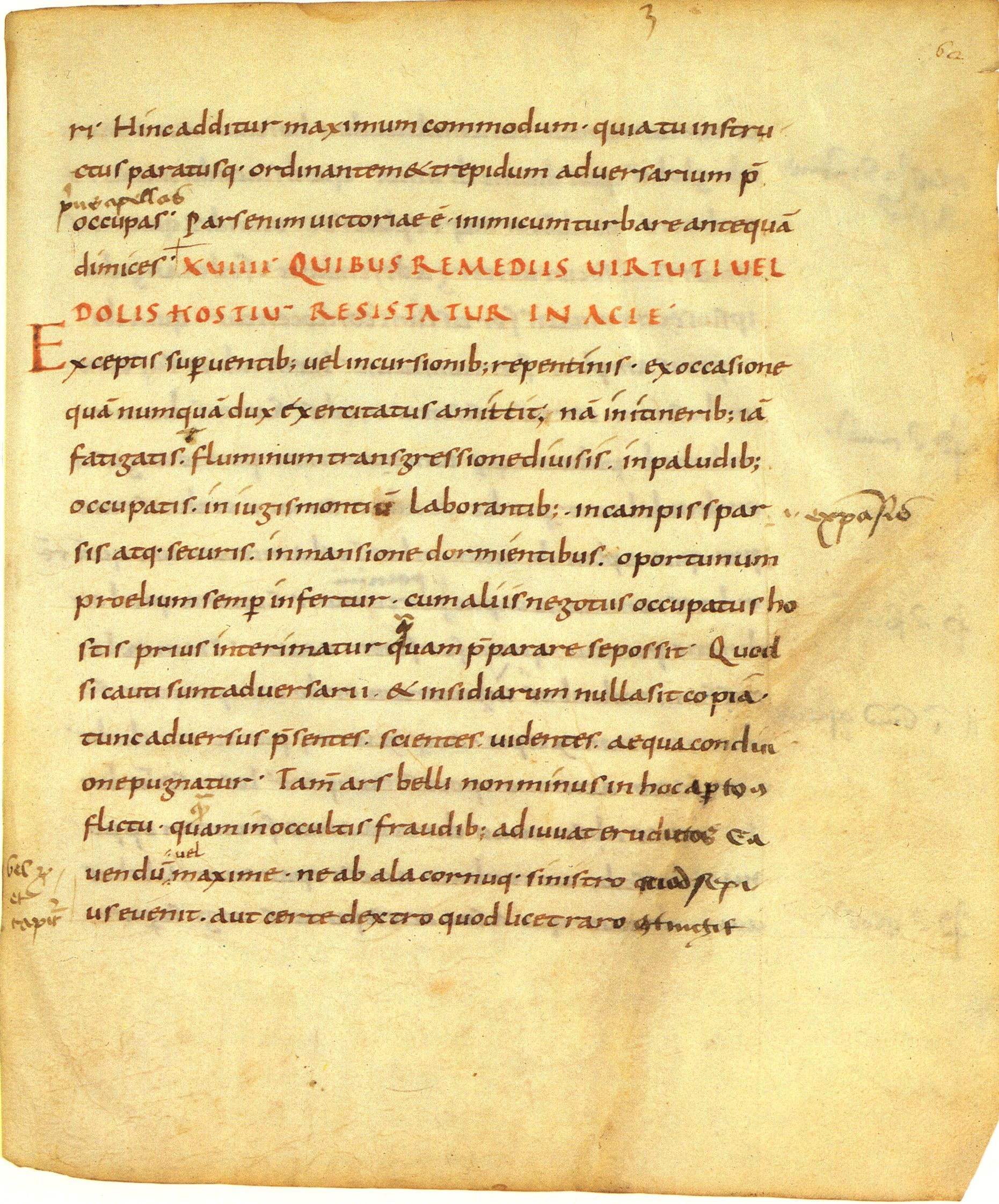
Die Epitoma rei militaris in einer für Lupus Servatus (Lupus von Ferrières) angefertigten Handschrift. Rom, Biblioteca Apostolica Vaticana, Vaticanus Palatinus lat. 1572, Fol. 62^{r} (Mitte des 9. Jahrhunderts)

Fünf Handschriften der Epitoma rei militaris sind für das 9. Jahrhundert und einige Auszüge sogar schon für das 7. Jahrhundert nachweisbar. Seit dem ersten Erscheinen erfreuten sich Abschriften der Epitoma außerordentlicher Beliebtheit. Ihre Regeln der Belagerungstechnik wurden bis in das Mittelalter hinein viel beachtet. Dass dieses Werk im Mittelalter stark verbreitet war, zeigt die Anzahl der Exemplare, die vom 10. bis zum 15. Jahrhundert von 25 auf 304 anstieg. Die für ein fürstliches Publikum bestimmten Kriegsbücher der beginnenden Renaissance wie Konrad Kyesers Bellifortis, aber auch die für Techniker des Krieges bestimmten Büchsenmeisterbücher scheinen Vegetius vermehrt zu rezipieren. Die Auseinandersetzung mit diesem Sachgebiet scheint die Ingenieurkunst der Frühen Neuzeit stark beeinflusst zu haben.
Die ersten gedruckten Ausgaben des lateinischen Textes erschienen in Utrecht (1473), Köln (1476), Paris (1478), Rom (in Veteres de re mil. scriptores, 1487) und Pisa (1488).
Das Werk wurde noch vor der Erfindung des Buchdrucks ins Englische, Französische (von Jean de Meung und Christine de Pisan), Italienische (von Bono Giamboni u. a.), Katalanische, Spanische, Tschechische und Jiddische übersetzt. Ins Deutsche liegen mehrere Übersetzungen an der Schwelle zwischen Mittelalter und Renaissance vor, da man sich besonders unter den Frühhumanisten für den Text als potentielles Herrschaftswissen für Fürsten und ihre sich nun erweiternde Ausbildung interessierte. 1394/95 wurde der Text unter dem Namen „ler der streit“ von Johann Seffner erstmals ins Deutsche übersetzt. Eine weitere Übersetzung entstand kurz vor 1437 an der Wiener Universität. Eine dritte deutsche Übersetzung von Ludwig Hohenwang wurde um das Jahr 1476 in Augsburg bei Johann Wiener und später an anderen Orten gedruckt. Eine frühe englische Version (basierend auf der französischen Fassung) erschien bei Caxton im Jahr 1489. Vegetius’ herausragende Position als Autorität auf dem Gebiet des Kriegshandwerks war damit für lange Zeit gesichert. Noch im 18. Jahrhundert bekennt sich der französische Lieutenant général Puysegur zu Vegetius’ Grundsätzen und macht sie explizit zur Grundlage seines eigenen Werks. Charles Joseph de Ligne schrieb 1770: « C’est un livre d’or ».
Die zuverlässigste moderne Ausgabe stammt von Michael D. Reeve (Oxford, 2004). Eine ebenso detaillierte wie kritische Stellungnahme zu Werk und Bedeutung Vegetius’ liefert Max Jähns, Geschichte der Kriegswissenschaften, i. 109–125 (München, 1889). In neuerer Zeit weist Rainer Leng im Vortrag der DFG-Forschergruppe „Bild des Krieges“ vom 5. März 1999 darauf hin, dass die Epitoma rei militaris nur in den seltensten Fällen als Lehrschrift für militärisches Handeln galten: „Meist wurden sie als moralisch-aszetische Schrift oder bestenfalls als politisch-ideologischer Entwurf betrachtet und somit mehr Philosophie und den Artes zugerechnet als der Kriegswissenschaft.“ Der Text galt nach dem System des Aristoteles eher als nützliches politisch-moralisches Wissen für einen Fürsten, etwa über die Bedeutung der Menschenführung und der Vorbereitungen und Planungen für den Kriegsfall.

## Textausgaben und Übersetzungen
- De re militari. Beigefügte Werke: Sextus Julius Frontinus: Strategemata. Pseudo-Modestus: De vocabulis rei militaris. Aelianus Tacticus: De instruendis aciebus (Übers.: Theorus Gaza). Onosander: De optimo imperatore (Übers.: Nicolaus Sagundinus). Eucharius Silber, Rom 24. X. 1494 u. 3. XI. 1494 Digitalisat
- Renatus Publius Vegetius: Artis veterinariae sive mulo-medicinae libri quatuor. Mit einem Vorwort von Graf Hermann von Neuenahr, Basel (Johan Faber) 1528.
- Quatre livres de Puble Végèce Renay de la medicine des chevaux malades et autres veterinaires alienez et alterez de leur naturel. Aus dem Lateinischen übertragen von Bernarddu Poy Monclor, Paris (Ch. Perier) 1563.
- Jo. Matthias Gesnerus: Vegetii Renati Artis veterinariae sive mulomedicinae libri quatuor. Mannheim 1781.
- P. Vegeti Renati Digestorum Artis Mulomedicinae Libri. Hrsg. von Ernestus Lommatzsch, Leipzig 1903.
- Flavius Vegetius Renatus: Ain Buechlein vonn rechter und warhaffter kunst der Artzney allerlay kranckheyten, ynnwendiger und außwendiger aller thyer, so etwas zyehen oder tragen mügen […] vormals durch Vegetium Renatum in latein beschriben […] Augsburg (Hainrich Stainer) 1532.
- Publius Flavius Vegetius Renatus: Abriß des Militärwesens. Lateinisch und deutsch. Mit Einleitung, Erläuterungen und Indices von Friedhelm L. Müller. Steiner, Stuttgart 1997, ISBN 3-515-07178-4 (Epitoma rei militaris).
- Flavius Vegetius Renatus: Epitoma rei militaris (= American university studies 11 (recte 17)). Hrsg. von Leo F. Stelten. Lang, New York u. a. 1990, ISBN 0-8204-1403-4 (mit englischer Übersetzung)
- Flavius Vegetius Renatus: Epitome of Military Science. Hrsg. von N. P. Milner. 2., überarbeitete Auflage. Liverpool University Press, Liverpool 1995, ISBN 0-85323-910-X, (Translated texts for historians 16).